# Parafia Opieki Najświętszej Maryi Panny w Zabierzowie Bocheńskim
Parafia Opieki Najświętszej Maryi Panny w Zabierzowie Bocheńskim – rzymskokatolicka parafia znajdująca się w archidiecezji krakowskiej, w dekanacie Niepołomice, w Polsce. Została erygowana w 1780 roku.
Kościół parafialny został wzniesiony w latach 1878–1881 według projektu polskiego architekta Józefa Braunseisa. Jest to świątynia jednonawowa, w stylu historyzmu.

## Proboszczowie
- ks. Władysław Ziemiński (1932–1972)[1]
- ks. Antoni Magiera (1972–1986)[1]
- ks. Kazimierz Włoch (1986–2017)[1]
- ks. kan. dr Piotr Studnicki (od 2017)[3].

## Zasięg parafii
Do parafii należą wierni z miejscowości: Zabierzów Bocheński, Wola Zabierzowska i Chobot.